# Peter Kretauer
Peter Kretauer (Liezen, 4 marzo 1947) è un ex slittinista austriaco.

## Partecipazioni olimpiche
| Competizione | Pos. | Data            | Città    |
| ------------ | ---- | --------------- | -------- |
| Singolo      | DSQ  | 4 febbraio 1968 | Grenoble |